# Лівінгстон (округ, Міссурі)
Шаблон:StateAbbr_ 39°47′ пн. ш. 93°33′ зх. д. / 39.78° пн. ш. 93.55° зх. д.
Округ  Лівінгстон (англ. Livingston County) — округ (графство) у штаті Міссурі, США. Ідентифікатор округу 29117.

## Історія
Округ утворений 1837 року.

## Демографія
За даними перепису 
2000 року 
загальне населення округу становило 14558 осіб, зокрема міського населення було 9096, а сільського — 5462.
Серед мешканців округу чоловіків було 6680, а жінок — 7878. В окрузі було 5736 домогосподарств, 3800 родин, які мешкали в 6467 будинках.
Середній розмір родини становив 2,96.
Віковий розподіл населення поданий у таблиці:
| Стать    | До 15 років | 15-21 | 22-29 | 30-39 | 40-49 | 50-65 | 65-85 | Понад 85 |
| -------- | ----------- | ----- | ----- | ----- | ----- | ----- | ----- | -------- |
| Чоловіки | 1478        | 667   | 567   | 805   | 1002  | 1132  | 909   | 120      |
| Жінки    | 1375        | 676   | 685   | 1086  | 1122  | 1201  | 1393  | 340      |

## Суміжні округи
- Гранді — північ
- Лінн — схід
- Черітон — південний схід
- Керролл — південь
- Колдвелл — південний захід
- Девісс — північний захід

## Виноски
1. ↑  U.S. Decennial Census. United States Census Bureau. Архів оригіналу за 4 квітня 2018. Процитовано 16 листопада 2014.
2. ↑  Historical Census Browser. University of Virginia Library. Архів оригіналу за 16 серпня 2012. Процитовано 16 листопада 2014.
3. ↑  Population of Counties by Decennial Census: 1900 to 1990. United States Census Bureau. Архів оригіналу за 3 грудня 2014. Процитовано 16 листопада 2014.
4. ↑  Census 2000 PHC-T-4. Ranking Tables for Counties: 1990 and 2000 (PDF). United States Census Bureau. Архів оригіналу (PDF) за 18 грудня 2014. Процитовано 16 листопада 2014.
5. ↑  State & County QuickFacts. United States Census Bureau. Архів оригіналу за 7 червня 2011. Процитовано 10 вересня 2013.(англ.) Наведено за англійською вікіпедією.
6. ↑  American FactFinder. Бюро перепису населення США. Архів оригіналу за 26 лютого 2012. Процитовано 31 січня 2008.

| США | Це незавершена стаття з географії США. Ви можете допомогти проєкту, виправивши або дописавши її. |